# Spongieri
Spongierii sunt un grup de animale nevertebrate, aparținând încrengăturii Porifera. Acestea sunt primele animale apărute pe pământ, totodată și cele mai simple. Denumirea de spongieri vine de la substanța numită spongină care se găsește între cele două straturi de celule și formează scheletul buretelui. În total se cunosc  9.223 de specii de spongieri.
Acestea sunt organisme pluricelulare care au corpul format din un număr variabil de pori și sisteme canaliculare dezvoltate pe un schelet direct amplasat în mediul marin, pe fundul căreia aceștia proliferează. Structura lor poate fi rezumată din punct de vedere structural ca un strat gelatinos de spongină poziționat între două straturi externe de celule.
Deși acestea posedă structuri care îi permit clasificarea ca animale, spongierii nu posedă celule capabile de diferențiere și specializare. Pe lângă această particularitate, spongierii nu posedă nici sistem nervos, digestiv, circulator ori excretor, majoritatea funcțiilor necesare vieții fiind asigurate de puținele tipuri de celule specializate existente și de circuitul apei în cadrul acestora.

## Caracteristici generale
Sunt organisme pluricelulare organizate pe un sistem de exoschelet anorganic, care asigură substratul fixării acestora, din un corp didermic, format din ectoderm și endoderm, separate printr-o masă gelatinoasă care conține spongină și spiculi de carbonat de calciu și siliciu care formează scheletul. Endodermul este format din celule numite coanocite (cu guleraș și flagel), cu rol în digestie, realizată printr-un sistem de vacuole digestive. Cavitatea internă comunică cu exteriorul prin pori (inhalanți) și oscul (orificiu exhalant), pe unde circulă hrana antrenată de apa circulantă care asigură mișcarea flagelilor coanocitelor. Spongierele sunt organisme hermafrodite; din oul spongiferelor se dezvoltă o larvă ciliată liberă, care apoi se fixează pe substratul mineral. Înmulțirea asexuată se face prin înmugurire. Datorită naturii structurale ale acestora, spongiferele sunt organisme acvatice într-o proporție covârșitoare marine, dar există și specii de spongifere de apă dulce.

## Alcătuirea spongierilor
Spongierul (buretele) este un organism pluricelular care se asociază  și își duce viața în colonii împreună cu un număr mai mare de indivizi. Corpul spongierelor constă într-un corp gelatinos format dintr-un mezohil pe bază de colagen numită spongină și care se atașează unui schelet format din pinacocite și coanocite, schelet care este atașat de patul marin prin intermediul depozitelor de CaCO3. Atât structura cât și funcționarea acestui ansamblu se bazează pe circulația apei în cadrul acestuia astfel ca porii spongierelor constituie orificiile multiple de intrare ale apei, pe când fiecare spongier posedă un singur orificiu de ieșire al apei, numit oscul.

## Metabolismul spongierelor

### Nutriție
Se realizează intracelular cu ajutorul vacuolelor digestive din apa aspirată prin pori și face digestia microorganismelor existente în apă, antrenate de aceasta.

### Respirație
Schimbul respirator se realizează la nivel celular pe un principiu bazat pe circulația apei în cadrul spongierelor.

### Reproducere și proliferare
Se poate realiza atât sexuat cât și asexuat prin înmugurire. Fiind organisme hermafrodite, fiecare individ produce un spermatozoid și un ovul care formează celula ou. Din această celulă ou se dezvoltă o larvă ciliată care dă naștere unui nou individ. Cand reproducerea sexuată nu poate avea loc din cauza condițiilor nefavorabile, spongierele formează muguri care cad pe fundul apei și care devin viabili odată cu realizarea condițiilor de mediu favorabile dezvoltării noilor indivizi.

## Clasificare
Se face in funcție de natura scheletului și spiculilor. Ei se clasifică în spongieri: calcaroși, silicioși, cărnoși (buretele de baie).